# Giovanni Carlo Boschi

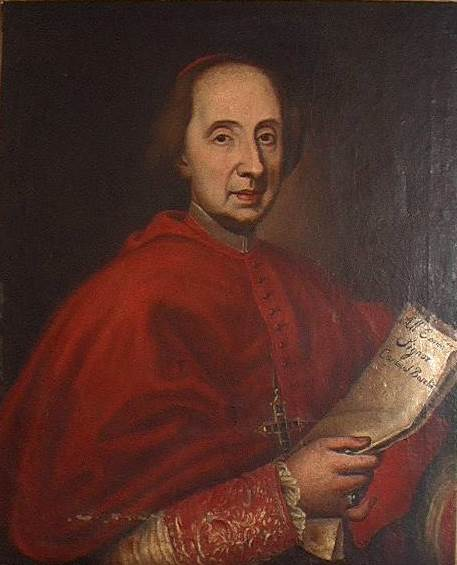
Giovanni Carlo Kardinal Boschi (Gemälde eines unbekannten Künstlers)

Kardinalswappen (schematische Darstellung)

Giovanni Carlo Boschi (* 9. April 1715 in Faenza; † 6. September 1788 in Rom) war Kardinal der römisch-katholischen Kirche.

## Leben
Giovanni Carlo Boschi, Sohn einer adligen Patrizierfamilie, studierte Zivil- und Kirchenrecht in Faenza und in Rom. 1740 veröffentlichte er De apostolica B. Petri cathedra und In funere Caroli VI Romanurum regis. 1744 wurde er Kanonikus der Vatikanbasilika, 1745 empfing er die niederen Weihen. Am 5. März 1746 wurde Boschi zum Priester geweiht. Zunächst wurde er Referent an der Apostolischen Signatur, ehe ihn Papst Benedikt XIV. 1754 zum Präfekten der Apostolischen Kammer ernannte. In den folgenden Jahren bekam er von Benedikt XIV. und seinem Nachfolger Clemens XIII. mehrere Titel verliehen und wurde 1759 Präfekt des Apostolischen Palastes.
Am 22. September 1760 wurde er zum Titularerzbischof von Athenae ernannt. Die Bischofsweihe spendete ihm am 5. Oktober desselben Jahres Papst Clemens XIII. selbst. Mitkonsekratoren waren Lodovico Calini, Patriarch von Antiochien, und der spätere Kardinal Giovanni Antonio Bufalini. Im selben Jahr wurde er Päpstlicher Thronassistent.
Im Konsistorium vom 21. Juli 1766 nahm ihn Clemens XIII. als Kardinalpriester von Santi Giovanni e Paolo ins Kardinalskollegium auf. Er wurde Mitglied mehrere Kardinalskongregationen und 1767 Kardinalprotektor des Heiligen Landes. Im selben Jahr ernannte ihn Clemens XIII. zum Kardinalgroßpönitentiar, was er bis zu seinem Tod blieb. Kardinal Boschi nahm am Konklave des Jahres 1769 teil, das Clemens XIV. wählte.
In dieser Zeit beschäftigte die Jesuitenfrage die Kirche. Unter Druck gesetzt von mehreren europäischen Mächten, hob Clemens XIV. den Orden am 16. August 1773 auf. Boschi stand dabei auf der Seite des Jesuitenordens, weswegen die bourbonischen Herrscher 1774, vor dem im selben Jahr stattfindenden Konklave, ihr Veto gegen seine Wahl zum Papst einlegten. Im Auftrag des neuen Papstes Pius VI. zensierte er 1778 die Katechismen von Wien und von Mailand, da diese zu große Abweichungen vom römischen Katechismus aufwiesen. 1784 wurde ihm die Titelkirche San Lorenzo in Lucina zugewiesen. Kardinal Boschi starb vier Jahre später und wurde in seiner Titelkirche beigesetzt. Vincenzo Zucchini veröffentlichte noch 1788 in Faenza eine Chronik der Totenmesse.